# 内間木洞
内間木洞（うちまぎどう）は、岩手県久慈市山形町にある鍾乳洞。総延長は6,350 mで日本で5番目に長い鍾乳洞である。龍泉洞や安家洞と同じく、久慈市から岩泉町にかけて分布する安家石灰岩帯に位置する。
中生代三畳紀に堆積した石灰岩が後世の地殻変動で隆起し、雨や地下水で侵食されて形成されたもので、1962年（昭和37年）8月の調査によって全貌が明らかになった。洞内の保存状況が良好に保たれており、絶滅危惧種II類に分けられるテングコウモリなど7種のコウモリや、トビムシ・ナガコムシなどの原始昆虫類が生息していることから、これらの動物群も含め「内間木洞及び洞内動物群」として岩手県指定天然記念物となっている。また、三陸ジオパークのジオサイトにも選定されている。
「千畳敷」と呼ばれる大空洞のほか、北洞・南洞・稲妻洞・風寒洞の4つの主洞、さらに多数の支洞が存在する。また、鍾乳石の連なりによって巨大な滝や山に見える「大瀑布」「内間木富士」とそれぞれ呼ばれるポイントがある。冬季は、天井から滴る水滴が長い時間をかけて凍り、筍のように地面から伸びる氷筍が洞内に形成され、大きなものは2メートル以上にもなる。
動物たちの生息環境保全のため、通常は研究や教育目的以外で立ち入ることはできないが、毎年2月第2日曜日の「氷筍観察会」、7月第2日曜日の「内間木洞まつり」の年2回に限って一般公開される。

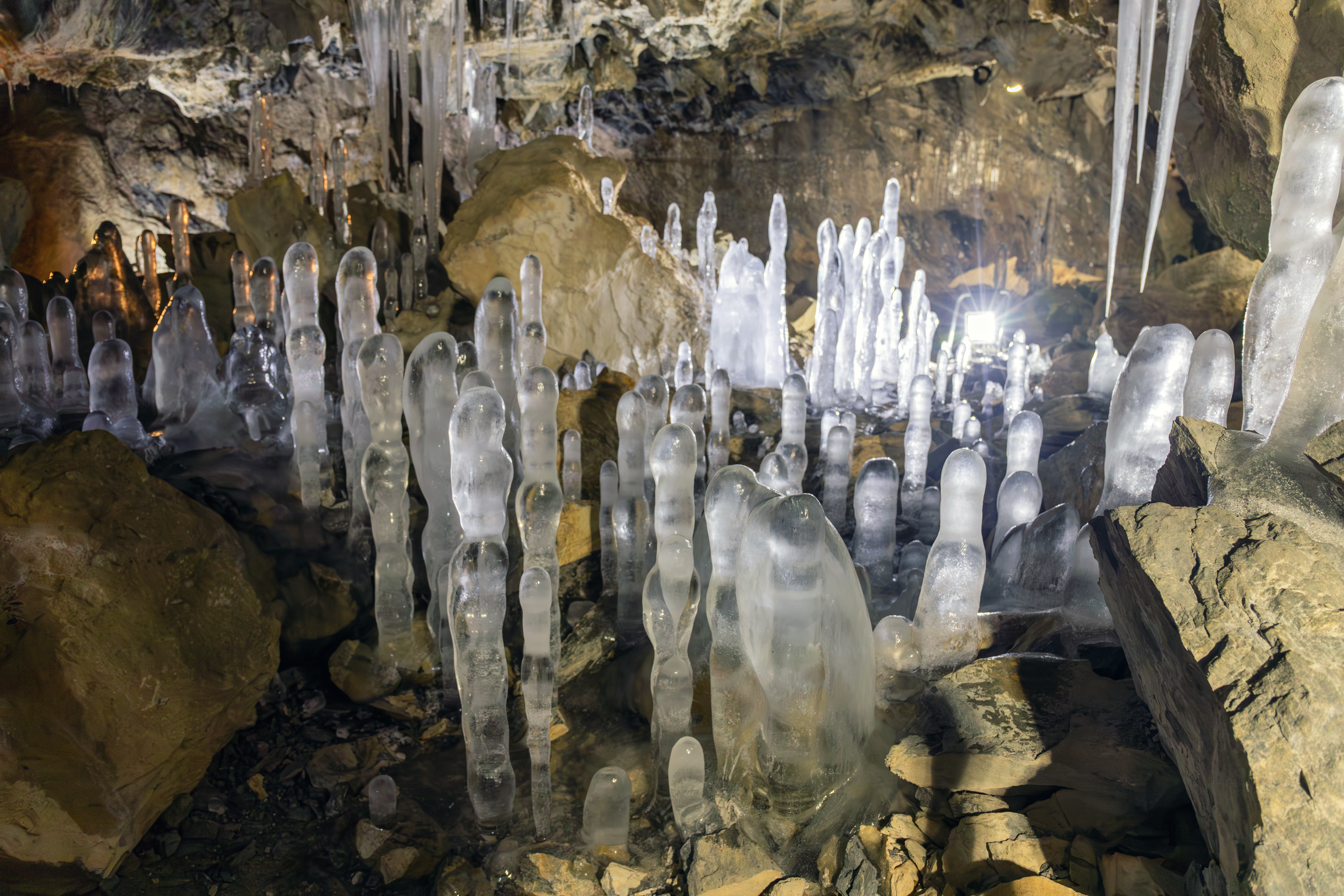
洞内の氷筍